# Апий Никомах Декстер
Вижте пояснителната страница за други личности с името Никомах.
Апий Никомах Декстер (на латински: Appius Nicomachus Dexter; floruit 431 – 432 г.) е сенатор и политик на Западната римска империя.
Син е на граматика и политика Никомах Флавиан Младши и Гала, дъщеря на Рустициана и Квинт Аврелий Симах.
През 431 г. Декстер и баща му реабилитират дядо му Вирий Никомах Флавиан (консул на Запада 394 г.) и му поставят статуя, a императорите Валентиниан III и Теодосий II държат пламенни речи. През 432 г. е praefectus urbi на Рим.